# The Blow Monkeys
The Blow Monkeys is een Britse newwaveband die in 1981 werd opgericht. De eerste single, Live Today Love Tomorrow, verscheen in 1982. Daarna had de band diverse hits met nummers als Digging Your Scene en It Doesn't Have to Be This Way. De groep bracht tussen 1986 en 1990 vier albums uit en trad onder andere op op Parkpop.
Na een lange onderbreking is de groep sinds 2007 weer actief met de originele bandleden; sindsdien verschenen nog vijf albums.

## Discografie

### Studioalbums
- 1984: Limping for a Generation
- 1986: Animal Magic
- 1987: She Was Only a Grocer's Daughter
- 1989: Whoops! There Goes the Neighbourhood
- 1990: Springtime for the World
- 2008: Devil's Tavern
- 2011: Staring at the Sea
- 2013: Feels Like a New Morning
- 2015: If Not Now, When?
- 2017: The Wild River
- 2021: Journey to You

### Livealbum
- 2009: Travellin' Souls – Live! at the Legendary 100 Club (cd en dvd in beperkte oplage)

### Compilatiealbums
- 1989: Choices – The Singles Collection
- 1994: The Best of Blow Monkeys
- 1996: For the Record...
- 1997: The Masters
- 1999: Atomic Lullabies – Very Best of The Blow Monkeys
- 2000: Complete Singles
- 2000: Rare & Unreleased
- 2000: Digging Your Scene
- 2008: Digging Your Scene: The Best of The Blow Monkeys
- 2013: Halfway to Heaven: The Best of The Blow Monkeys and Dr Robert
- 2016: The Very Best of The Blow Monkeys

## Singles
| Jaar                                                                                        | Singles                                                | Hoogste posities in de hitlijsten | Hoogste posities in de hitlijsten | Hoogste posities in de hitlijsten | Hoogste posities in de hitlijsten | Hoogste posities in de hitlijsten | Hoogste posities in de hitlijsten | Hoogste posities in de hitlijsten | Hoogste posities in de hitlijsten | Hoogste posities in de hitlijsten | Hoogste posities in de hitlijsten | Hoogste posities in de hitlijsten | Album                                |
| Jaar                                                                                        | Singles                                                | VK                                | AUS                               | BE                                | CAN                               | FIN                               | GER                               | IRE                               | NL                                | NZ                                | VS                                | VS Dance                          | Album                                |
| ------------------------------------------------------------------------------------------- | ------------------------------------------------------ | --------------------------------- | --------------------------------- | --------------------------------- | --------------------------------- | --------------------------------- | --------------------------------- | --------------------------------- | --------------------------------- | --------------------------------- | --------------------------------- | --------------------------------- | ------------------------------------ |
| 1982                                                                                        | Live Today Love Tomorrow                               | —                                 | —                                 | —                                 | —                                 | —                                 | —                                 | —                                 | —                                 | —                                 | —                                 | —                                 | Non-album single                     |
| 1984                                                                                        | Go Public!                                             | —                                 | —                                 | —                                 | —                                 | —                                 | —                                 | —                                 | —                                 | —                                 | —                                 | —                                 | Limping for a Generation             |
| 1984                                                                                        | The Man from Russia                                    | —                                 | —                                 | —                                 | —                                 | —                                 | —                                 | —                                 | —                                 | —                                 | —                                 | —                                 | Limping for a Generation             |
| 1984                                                                                        | Atomic Lullaby                                         | —                                 | —                                 | —                                 | —                                 | —                                 | —                                 | —                                 | —                                 | —                                 | —                                 | —                                 | Limping for a Generation             |
| 1985                                                                                        | Wildflower                                             | —                                 | —                                 | —                                 | —                                 | —                                 | —                                 | —                                 | 50                                | —                                 | —                                 | —                                 | Limping for a Generation             |
| 1985                                                                                        | Forbidden Fruit                                        | 94                                | —                                 | —                                 | —                                 | —                                 | —                                 | —                                 | —                                 | —                                 | —                                 | —                                 | Animal Magic                         |
| 1985                                                                                        | Sweet Murder (The Smile on Her Face) (alleen in de VS) | —                                 | —                                 | —                                 | —                                 | —                                 | —                                 | —                                 | —                                 | —                                 | —                                 | —                                 | Animal Magic                         |
| 1986                                                                                        | Digging Your Scene                                     | 12                                | 16                                | 23                                | 19                                | —                                 | 25                                | 9                                 | 23                                | 10                                | 14                                | 7                                 | Animal Magic                         |
| 1986                                                                                        | Wicked Ways                                            | 60                                | —                                 | —                                 | —                                 | —                                 | —                                 | —                                 | —                                 | 47                                | —                                 | —                                 | Animal Magic                         |
| 1986                                                                                        | Don't Be Scared of Me                                  | 77                                | —                                 | —                                 | —                                 | —                                 | —                                 | —                                 | —                                 | —                                 | —                                 | —                                 | Animal Magic                         |
| 1987                                                                                        | It Doesn't Have to Be This Way                         | 5                                 | 82                                | —                                 | 92                                | 18                                | —                                 | 6                                 | 30                                | 6                                 | —                                 | —                                 | She Was Only a Grocer's Daughter     |
| 1987                                                                                        | Out with Her                                           | 30                                | —                                 | —                                 | —                                 | —                                 | —                                 | 30                                | —                                 | —                                 | —                                 | —                                 | She Was Only a Grocer's Daughter     |
| 1987                                                                                        | (Celebrate) The Day After You (met Curtis Mayfield)    | 52                                | —                                 | —                                 | —                                 | —                                 | —                                 | —                                 | —                                 | 26                                | —                                 | —                                 | She Was Only a Grocer's Daughter     |
| 1987                                                                                        | Some Kind of Wonderful                                 | 67                                | —                                 | —                                 | —                                 | —                                 | —                                 | —                                 | —                                 | —                                 | —                                 | —                                 | She Was Only a Grocer's Daughter     |
| 1988                                                                                        | This Is Your Life                                      | 70                                | —                                 | —                                 | —                                 | 26                                | —                                 | —                                 | —                                 | —                                 | —                                 | —                                 | Whoops! There Goes the Neighbourhood |
| 1988                                                                                        | It Pays to Belong                                      | 76                                | —                                 | —                                 | —                                 | —                                 | —                                 | —                                 | —                                 | —                                 | —                                 | —                                 | Whoops! There Goes the Neighbourhood |
| 1989                                                                                        | This Is Your Life (remix)                              | 32                                | —                                 | —                                 | —                                 | —                                 | —                                 | —                                 | —                                 | —                                 | —                                 | —                                 | Choices – The Singles Collection     |
| 1989                                                                                        | Choice? (met Sylvia Tella)                             | 22                                | —                                 | —                                 | —                                 | —                                 | —                                 | 25                                | —                                 | —                                 | —                                 | —                                 | Choices – The Singles Collection     |
| 1989                                                                                        | Slaves No More (met Sylvia Tella)                      | 73                                | —                                 | —                                 | —                                 | —                                 | —                                 | —                                 | —                                 | —                                 | —                                 | —                                 | Choices – The Singles Collection     |
| 1990                                                                                        | Springtime for the World                               | 69                                | —                                 | —                                 | —                                 | —                                 | —                                 | —                                 | —                                 | —                                 | —                                 | —                                 | Springtime for the World             |
| 1990                                                                                        | La Passionara (met Quan-T & Berzerk)                   | —                                 | —                                 | —                                 | —                                 | —                                 | —                                 | —                                 | —                                 | —                                 | —                                 | —                                 | Springtime for the World             |
| 1990                                                                                        | If You Love Somebody                                   | —                                 | —                                 | —                                 | —                                 | —                                 | —                                 | —                                 | —                                 | —                                 | —                                 | —                                 | Springtime for the World             |
| 2008                                                                                        | The Bullet Train                                       | —                                 | —                                 | —                                 | —                                 | —                                 | —                                 | —                                 | —                                 | —                                 | —                                 | —                                 | Devil's Tavern                       |
| 2008                                                                                        | Travelin' Soul                                         | —                                 | —                                 | —                                 | —                                 | —                                 | —                                 | —                                 | —                                 | —                                 | —                                 | —                                 | Devil's Tavern                       |
| 2011                                                                                        | Steppin' Down                                          | —                                 | —                                 | —                                 | —                                 | —                                 | —                                 | —                                 | —                                 | —                                 | —                                 | —                                 | Staring at the Sea                   |
| 2011                                                                                        | Hangin' On to the Hurt (Let It Go Now)                 | —                                 | —                                 | —                                 | —                                 | —                                 | —                                 | —                                 | —                                 | —                                 | —                                 | —                                 | Staring at the Sea                   |
| 2013                                                                                        | Oh My                                                  | —                                 | —                                 | —                                 | —                                 | —                                 | —                                 | —                                 | —                                 | —                                 | —                                 | —                                 | Feels Like a New Morning             |
| 2013                                                                                        | Feels Like a New Morning                               | —                                 | —                                 | —                                 | —                                 | —                                 | —                                 | —                                 | —                                 | —                                 | —                                 | —                                 | Feels Like a New Morning             |
| 2013                                                                                        | Shake It Off                                           | —                                 | —                                 | —                                 | —                                 | —                                 | —                                 | —                                 | —                                 | —                                 | —                                 | —                                 | Feels Like a New Morning             |
| 2014                                                                                        | Chained                                                | —                                 | —                                 | —                                 | —                                 | —                                 | —                                 | —                                 | —                                 | —                                 | —                                 | —                                 | Feels Like a New Morning             |
| 2015                                                                                        | OK! Have It Your Way                                   | —                                 | —                                 | —                                 | —                                 | —                                 | —                                 | —                                 | —                                 | —                                 | —                                 | —                                 | If Not Now, When?                    |
| 2015                                                                                        | The Sound of Your Laughter                             | —                                 | —                                 | —                                 | —                                 | —                                 | —                                 | —                                 | —                                 | —                                 | —                                 | —                                 | If Not Now, When?                    |
| 2017                                                                                        | Crying for the Moon                                    | —                                 | —                                 | —                                 | —                                 | —                                 | —                                 | —                                 | —                                 | —                                 | —                                 | —                                 | The Wild River                       |
| 2017                                                                                        | What in the World                                      | —                                 | —                                 | —                                 | —                                 | —                                 | —                                 | —                                 | —                                 | —                                 | —                                 | —                                 | The Wild River                       |
| 2017                                                                                        | The Wild River                                         | —                                 | —                                 | —                                 | —                                 | —                                 | —                                 | —                                 | —                                 | —                                 | —                                 | —                                 | The Wild River                       |
| 2020                                                                                        | Time Storm                                             | —                                 | —                                 | —                                 | —                                 | —                                 | —                                 | —                                 | —                                 | —                                 | —                                 | —                                 | Journey to You                       |
| "—" geeft publicaties aan die niet in de hitlijsten zijn opgenomen of niet zijn uitgebracht |                                                        |                                   |                                   |                                   |                                   |                                   |                                   |                                   |                                   |                                   |                                   |                                   |                                      |

### Andere optredens
- 1987: Police Academy 4: Citizens on Patrol – It Doesn't Have to Be This Way

- 1987: Dirty Dancing – You Don't Own Me

- 1990: The Last Temptation of Elvis – Follow That Dream

### Videoalbums
- 1986: Video Magic
- 1986: Digging Your Video
- 1989: Choices: The Video Collection

### Muziekvideo's
- 1985: Forbidden Fruit
- 1986: Digging Your Scene
- 1986: Wicked Ways
- 1986: Don't Be Scared of Me
- 1987: It Doesn't Have to Be This Way
- 1987: Out with Her
- 1987: (Celebrate) The Day After You
- 1987: Some Kind of Wonderful
- 1988: This Is Your Life
- 1988: It Pays to Belong
- 1989: Slaves No More
- 1990: Springtime for the World